# Santa Cruz do Lima
Santa Cruz do Lima es una freguesia portuguesa del concelho de Ponte de Lima, con 2,51 km² de superficie y 532 habitantes (2001). Su densidad de población es de 212,0 hab/km².